# 후자잉역
후자잉역(중국어: 胡家营站)은 1970년에 지어진 중국 후베이성 스옌시의 철도역이다. 충칭역에서 668 km, 샹양역에서 231 km 떨어져 있으며, 우한 철로국 스옌 차무단 관할하에 있는 3등역이다. 우한 철로국과 시안 철로국의 관할 지역 경계에 위치해있다.
현재 여객 영업은 하지 않으며, 화물 영업은 전체 차량 및 소화물을 담당하며, 비금속 광석·금속 광석·목재·농산물 등의 물품 발송, 시멘트·가공원료·비료·석탄·석유 등의 물품 발착 업무를 처리한다.

## 인접정차역
- 샹위 철로 상행선
  - 바이허셴역(충칭 방면) ← 13 km 후자잉역 28 km → 샤오화궈역(랴오허커우둥 방면)
- 샹위 철로 하행선
  - 샤오화궈역(랴오허커우둥 방면) ← 28 km 후자잉역 10 km → 바이허 동역(충칭 방면)